# Хекмайр, Андреас
Андреас «Андерль» Хекмайр (нем. Andreas Heckmair; 12 октября 1906, Мюнхен, Германская империя — 1 февраля 2005, Оберстдорф, Германия) — немецкий альпинист, горный гид, под фактическим началом которого 24 июля 1938 года состоялось первое в истории успешное восхождение на Эйгер по Северной стене. Маршрут, проложенный объединённой немецко-австрийской командой Хекмайра, считается «классическим» и носит его имя.
Это достижение альпинистов, несмотря на то, что не носило ни малейшей политической подоплёки, использовалось нацистской пропагандой в качестве одного из символов нарастающей мощи Германии, особенно на фоне аншлюса, состоявшегося несколькими месяцами ранее.

## Биография
Андерль Хекмайр родился в Мюнхене в семье потомственного садовника родом из Бад-Айблинга, семья которого, в свою очередь, уже несколько поколений занималась садоводческим бизнесом. Отец погиб в 1916 году во время Первой мировой войны, и, оставшись без средств к существованию, мать Андерля отдала его вместе с родным братом Хансом в детский приют для «полусирот», где он провёл четыре года. В 1920-м, окончив начальную школу, по распределению от приюта он начал работу учеником садовника в мюнхенском озеленительном хозяйстве, а после, сменив к этому времени несколько садоводческих фирм, в 1927 году начал учёбу в Аграрном институте в Вайнштефане (Фрайзинг) (нем. Höheren Lehrgang für Gartenbautechnik), который закончил два года спустя. В 1929-м в связи с разразившимся экономическим кризисом в купе с полученной травмой, из-за которой Андерль оказался на несколько месяцев прикованным к больничной койке, он получил расчёт от своего работодателя и оказался «на улице», но, благодаря действующему тогда страховому и трудовому законодательству, по выписке из госпиталя он оказался обладателем внушительной суммы в 1000 дойчмарок, которую потратил на путешествия по Альпам и совершенствованию себя как спортсмена-альпиниста.
Впервые в горах Хекмайр побывал в 1918 году ещё будучи в приюте. По окончании школы, во многом под влиянием старшего брата, Андерль начал параллельно с работой много времени уделять спорту: «Во время моего обучения на садовника я, несмотря на тяжелую физическую нагрузку, постоянно занимался в различных спортивных секциях: лeгкой атлетикой, гимнастикой, плаваньем. Также я пытался лазить на мюнхенских предгорьях: на Планкенштайне, Кампенванде и Рухенкeпфен. Мой брат был всегда примером для меня, каждый раз, когда я в каком-нибудь спорте достигал его уровня, он менял спорт, и я начинал всё сначала». Одним из серьёзных увлечений Хекмайра были лыжи (полученная травма во время соревнований по ним и привела его на больничную койку в 1929 году). По мере взросления его интерес к горам рос (особенно начиная со времени обучения в Вайнштефане), в отсутствие специализированных школ, как и большинство его ровесников, свои навыки в альпинизме он приобретал, учась на собственном и чужом опыте методом проб и ошибок. Обладая незаурядными физическими и психологическими качествами, за сравнительно непродолжительное время Хекмайр добился впечатляющих результатов, повторив множество сложнейших маршрутов в Альпах, такие как Золледера на Чиветту (первый маршрут в Альпах VI категории сложности) и восточной стене на Сасс-Маор. «Уже в то время у меня выкристаллизовалась внутренняя идеология: я ходил в горы, чтобы получить от этого высшее удовольствие свободы, а не для того, чтобы впечатлить окружающих». В 1933 году Андерль получил квалификацию горного гида. В 1937 году одним из его клиентов стала режиссёр Лени Рифеншталь, которую он сопровождал в восхождении на Кампаниле-Бассо в Доломити-ди-Брента, и с которой, после удачного путешествия, участвовал в чаепитии с Адольфом Гитлером в отеле «Дойчер Хоф», а после вместе с фюрером, стоя на балконе среди партийных чинов, «принимал» факельное шествие: «И вышло так, что я сопроводил его на балкон, по-прежнему отвечая на вопрос, и оказался в своем сером костюме среди партийных чинов, всех поголовно одетых в форму. Внизу собралась толпа, непрестанно выкрикивавшая „Хайль!“ Факельное шествие остановилось. Гитлер приветствовал его вытянутой, как палка, рукой; взгляд его был застывшим, словно всматривался вдаль. Впервые в жизни я поднял руку в гитлеровском приветствии». В 1938-м Хекмайр занял должность одного из инструкторов учебного лагеря для молодёжи НСДАП в Зонтхофене, хотя до конца жизни оставался аполитичен.

### Восхождение по северной стене Эйгера

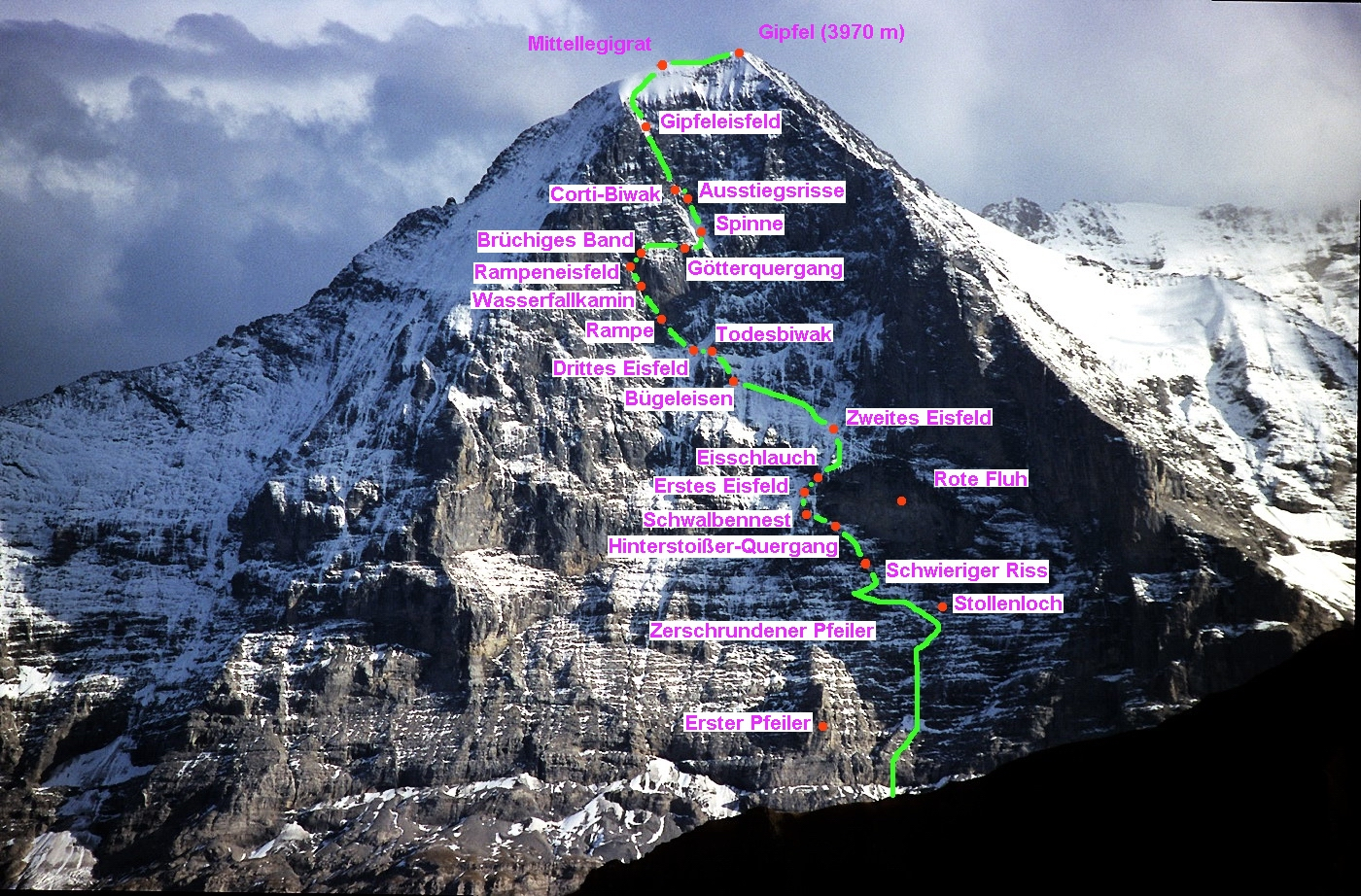
Маршрут Хекмайра на Эйгер

К 1938 году Северная стена Эйгера оставалась последней из не пройденных великих северных стен Альп (англ. Great north faces of the Alps). Попытки её прохождения в 1935—1938 годах унесли жизни восьми из лучших альпинистов своего времени (Карла Мерингера и Макса Зедльмайера [1935], Тони Курца, Андреаса Хинтерштойссера, Эдди Райнера и Вилли Ангерера [1936], Бортоло Сандри (итал. Bortolo Sandri) и Марио Менти (итал. Mario Menti) [1938]).
Первое успешное восхождение по стене началось 21 июля австрийской связкой Генрих Харрер-Фриц Каспарек, которые к полудню 22 числа по маршруту Тони Курца 1936 года вышли на второе ледовое поле. В этот же день их догнала связка Хекмайр-Людвиг Фёрг, за день прошедшая 1000 метров по вертикали, и возглавила восхождение на этом участке маршрута (у австрийцев не было кошек и ледорубов, которые наличествовали в арсенале немцев, поэтому прохождение ледового рельефа отнимало у них огромное количество времени и сил). Начиная со второго ледового поля, обе связки объединили усилия в штурме стены. В тот же день они прошли «Утюг», «Третье ледовое поле» и «Рампу» — кулуар в левой части стены, в котором переночевали — выше находился камин, по которому стекала вода, из-за чего он получил название «Водопадной Трещины». На следующий день альпинисты прошли «трещину», ушли вправо траверсом по относительно несложным скалам к леднику «Белый паук» (траверс получил название «Траверс Богов»), после преодоления которого, снова провели «холодную ночёвку» на фоне резко ухудшающейся погоды. На следующий день — 24 июля, в условиях плохой погоды, сопровождаемой сходом лавин, по сложному заснеженному скальному кулуару, получившему название «Выходной трещины», команда вышла на предвершинный восточный гребень, по которому достигла своей главной цели. Спуск вниз осуществлялся по «классическому» маршруту по западному гребню.
Объединение двух связок альпинистов в центре стены не имело ни малейшей политической подоплёки, тем не менее, это событие было использовано нацистской пропагандой в качестве одного из символов «воссоединения» Австрии и Германии, которое состоялось 13 марта. Все четверо альпинистов спустя неделю после восхождения были удостоены аудиенции Адольфа Гитлера, которая, тем не менее, не стала для них индульгенцией от участия во Второй мировой войне.

### Дальнейшая жизнь
В марте 1940 года Андреас Хекмайр был призван в ряды вермахта. Начал службу в Померании, но был «из-за неблагонадёжности» переведён на восточный фронт. В октябре 1941 года он был назначен инструктором военной школы горно-стрелковой подготовки в Фульпмесе, в которой прослужил до окончания войны.
После войны Хекмайр продолжил работать горным гидом и инструктором по лыжной подготовке (практически до конца 1980-х годов). Он совершил множество восхождений в Альпах, а также стал организатором многих альпинистских экспедиций в Анды, Гималаи, Скалистые горы, Рувензори и др. В 1968 (по другим данным в 1969) году он стал первым главой вновь образованной Немецкой ассоциации горных гидов и лыжных инструкторов, в создании которой сыграл главенствующую роль.
До конца жизни он проживал вместе со своей второй супругой Трудль и двумя сыновьями от первого брака в Оберстдорфе. В 1972 году вышла в свет его автобиографическая книга «Mein Leben ALS Bergsteiger» (в английском варианте — «My Life as a Mountaineer», 1975) — «Моя жизнь». Андреас Хекмайр любил курить швейцарские сигары Тоскано Тосканелло, а также был убеждён в целебных качествах коньяка во время восхождений. Ещё в 1930-х годах гадалка нагадала Андерлю, что тот умрёт неестественной смертью, на что тот заявил: «О нет, это значит, что я умру в собственной постели». Альпинист умер 1 февраля 2005 года в возрасте 98 лет.

## Комментарии
1. ↑  Его партнёр по связке Людвиг Фёрг погиб 22 июня 1941 года в первый день нападения на Советский Союз.